# Ма’а, Мика
Мика Купоно Маа (англ. Micah Kupono Maʻa, /ˈmɑːʔɑː/; род. 16 апреля 1997) — американский профессиональный волейболист, связующий клуба «Факел» (Новый Уренгой) и сборной США. Бронзовый призёр Олимпийских игр 2024 года в Париже.

## Личная жизнь
Родился в Канеохе (Гавайи) в семье Поно и Лизы Стрэнд-Маа.

## Карьера
Выступал за школу «Панэхоу», где стал чемпионом штата по футболу (2013), четырёхкратным чемпионом по волейболу и лучшим волейболистом года на Гавайях в выпускном сезоне 2015 года.
В UCLA:
- 2016: включён в первую сборную всех звёзд AVCA и MPSF, признан «Подающим года»
- 2018: серебряный призёр чемпионата NCAA (финал против Лонг-Бич Стейт)
- 2019: установил рекорд UCLA по эйсам за сезон (67), снова включён в сборные всех звёзд AVCA и MPSF

Окончил UCLA со степенью по политологии.
В сезоне 2022-23 дебютировал в Лиге чемпионов ЕКВ за турецкий «Халкбанк» (Анкара).
Участник Олимпийских игр 2024 года в составе сборной США.

## Достижения

### Университетские
- 2018  Серебряный призёр чемпионата NCAA (с UCLA)

### Клубные
- 2019-20  Обладатель Кубка Франции (со «Пуатье»)

### Юниорская сборная
- 2014  Чемпион NORCECA U19

### Личные награды
- 2014: Лучший связующий чемпионата NORCECA U19
- 2018: Участник символической сборной финала NCAA